# David Pagnier
David Pagnier, né le 9 octobre 1970 à Saint-Gobain (Aisne), est un coureur cycliste français. Ancien professionnel dans les années 1990, il pratique le cyclisme sur route et surtout le cyclo-cross. Depuis 2011, il est directeur sportif au sein de l'équipe de DN1 du CC Villeneuve Saint-Germain, après en avoir été membre en tant que coureur.

## Biographie
En 2015, il devient champion du monde de cyclo-cross masters (catégorie des 45-49 ans).

## Palmarès en cyclo-cross
- 1987-1988
  - 3e du championnat de France de cyclo-cross juniors
  - 9e du championnat du monde de cyclo-cross juniors
- 1988-1989
  -  Champion de France de cyclo-cross espoirs
- 1989-1990
  - 2e du championnat de France de cyclo-cross espoirs
- 1990-1991
  - 2e du championnat de France de cyclo-cross
- 1991-1992
  -  Champion de France de cyclo-cross
  - Vainqueur du Challenge la France cycliste
- 1992-1993
  - Challenge la France cycliste
  - Grand Prix Adrie van der Poel
  - 3e du championnat de France de cyclo-cross
  - 4e du championnat du monde de cyclo-cross
- 1993-1994
  - Classement général du Challenge la France cycliste de cyclo-cross
  - 3e du championnat de France de cyclo-cross
- 1994-1995
  - 2e du championnat de France de cyclo-cross
- 1996-1997
  - 2e du championnat de France de cyclo-cross
- 1997-1998
  - Classement général du Challenge la France cycliste de cyclo-cross
- 1999
  - Classement général du Challenge la France cycliste de cyclo-cross
- 2001-2002
  -  Champion de France de cyclo-cross
  - Classement général du Challenge la France cycliste de cyclo-cross
    - Challenge de la France cycliste 1, Dercy
    - Challenge de la France cycliste 3, Liévin
- 2009-2010
  -  Champion de France de cyclo-cross masters 2 (35-39 ans)
- 2010-2011
  -  Champion de France de cyclo-cross masters 3 (40-44 ans)
- 2011-2012
  -  Champion de France de cyclo-cross masters 3 (40-44 ans)
- 2014-2015
  -  Champion du monde de cyclo-cross masters (45-49 ans)
  -  Champion de France de cyclo-cross masters 4 (45-49 ans)
  - 2e du championnat de l'Aisne de cyclo-cross
  - 3e du championnat de Picardie de cyclo-cross

## Palmarès sur route
| - 1991 - 3e de la Ronde de l'Oise - 1996 - Championnat d'Île-de-France - Boucles de la Meuse - Tour de la Manche : - Classement général - 2e étape - Paris-Foucarmont - Boucles de Saint-Erme-Liesse-Sissonne - 2e des Boucles de l'Austreberthe - 3e du Grand Prix Michel-Lair - 1998 - Championnat d'Île-de-France - 1999 - 2e du Circuit de Saône-et-Loire - 2000 - 4e étape de la Ronde de l'Oise - 3e du Tour du Pays Roannais | - 2001 - Classement général du Tour Nord-Isère - 2003 - 2e de Paris-Chauny - 2004 - Championnat de Rhône-Alpes - 2005 - 1re étape du Tour de Corrèze - 2e étape de la Ronde de l'Oise - 2e du Tour de Corrèze - 2006 - 3e du Tour de Franche-Comté - 2007 - Souvenir Marius-Vial |